# 普瑪彭古

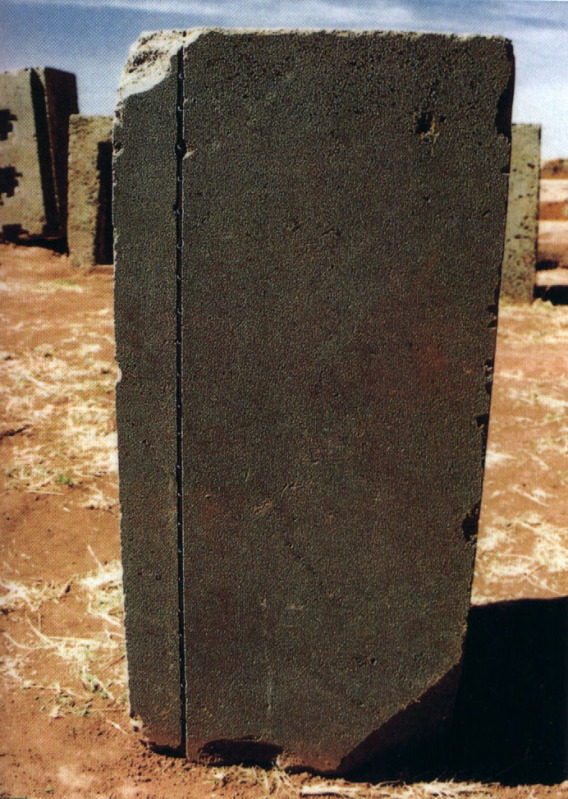
長距離的精確切割。

普瑪彭古（Puma-Punku），是一座位於蒂亞瓦納科遺城西南邊幾英里處，今秘魯與玻利維亞交界處的遺址，約六世紀初建立。 
在普瑪彭古遺址，遺置著數多精細加工的巨大石板，經過檢測，他們多數材質是砂岩，但其中一些是安山岩所製造、耐久性強，並且被歸類於最難加工的石頭類型，莫氏硬度等級為5~6（金剛石硬度為10）。一直到1940年代，玻利維亞的軍隊還把普瑪彭古地區的石板當成訓練士兵的靶子。由於人為地破壞或長期的日晒雨淋， 到了今天，普瑪彭古遺址上找不到一塊完整的石板。而就是這些遺留下的部分，被現在人稱之為普瑪彭古遺址。
蒂亚瓦纳科在印加传统中具有重要意义，因为人们认为它是世界诞生的地方。在艾马拉语中，普玛彭古的意思是“美洲狮的门”。普玛彭古建筑群由一个没有围墙的西部庭院、中央露天广场、面向石头的梯田台墩（ platform mound）和一个有围墙的东部庭院组成。
在它的鼎盛时期，普玛彭古被认为是“无法想象的神奇”，并被装饰着抛光的金属板和色彩鲜艳的陶瓷和织物。因此，穿着盛装的市民、装扮考究的牧师和戴着异国情调珠宝的精英争相前来参观。因为它的年代久远，缺乏书面记录，以及由于寻宝、抢劫、开采建筑石材、铁路压载石以及自然风化造成的现今结构的恶化，目前对这个建筑群的了解有限。

## 描述
在距离普玛彭古和Kalasasaya复合体一公里以内的区域已经用探地雷达、测磁法、感应电导率和磁化率进行了调查。从这些调查和挖掘中收集的地球物理数据显示，在普玛彭古和Kalasasaya复合体之间的地区存在着许多人造建筑物。这些结构包括建筑物和建筑群的墙体基础、水管、泳池、护岸、梯田、住宅小区和广泛分布的砾石路面，所有这些现在都埋在现代地表之下。

## 建築和技術

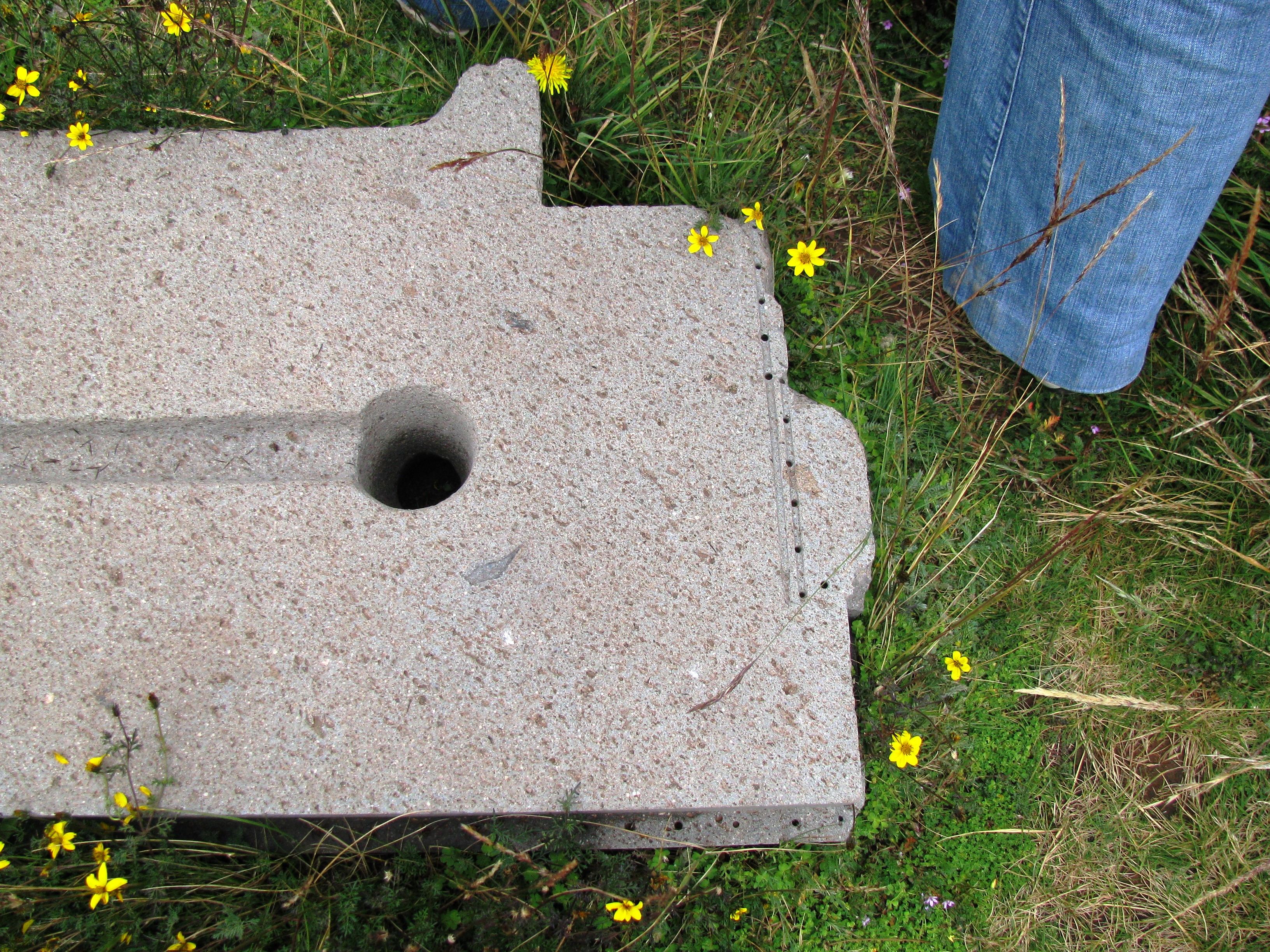
大石板上的精密圓孔。

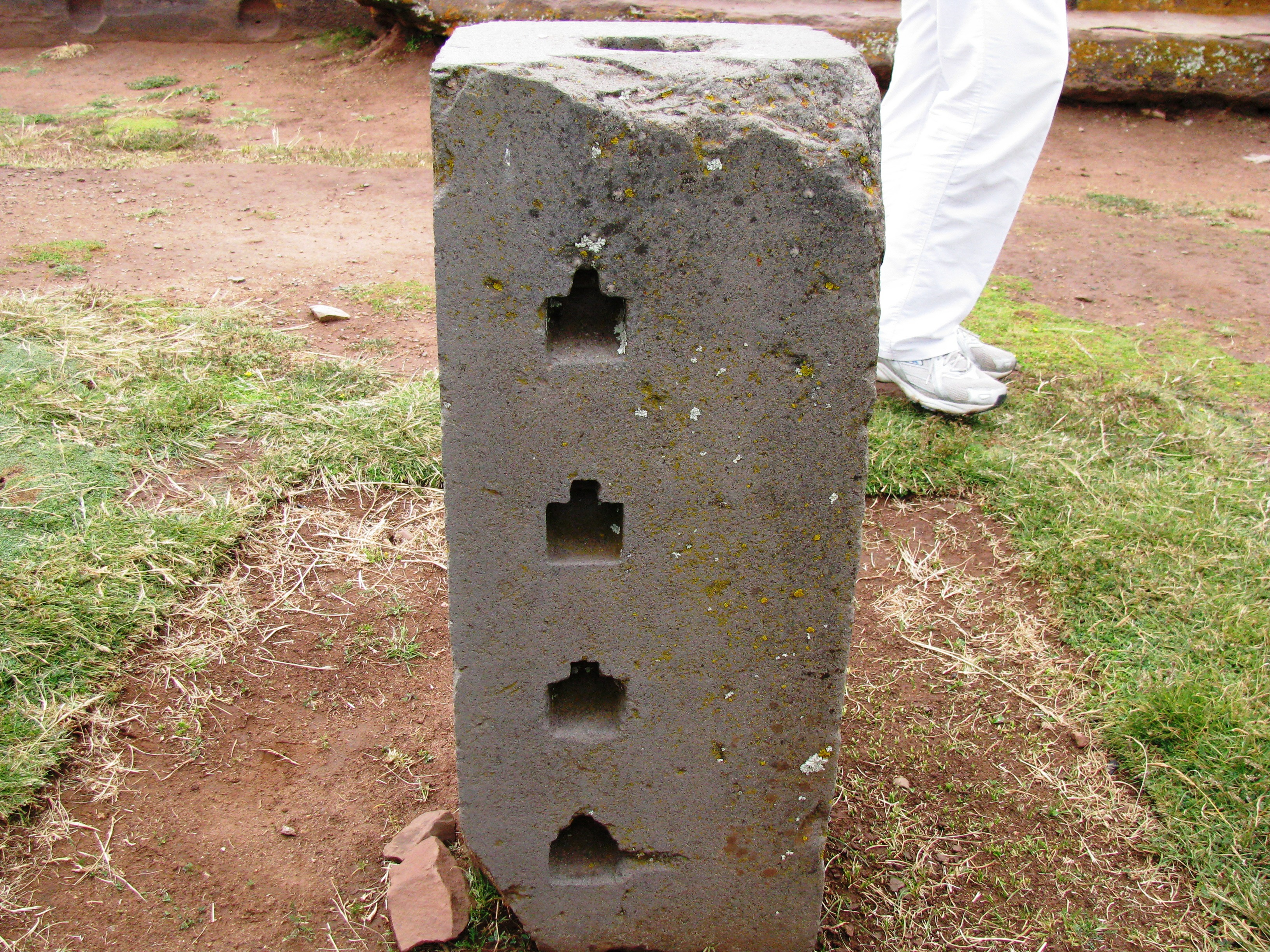
規則排列的孔。

最大的石塊長 7.81 米，寬 5.17 米，平均厚 1.07 米，估計重約 131 噸，第二大石塊重量估計為 85.21 噸。這兩個石塊都是基座的一部分，材質是紅砂岩。基於詳細的化學分析，考古學家得出結論，組成建築基礎的紅砂岩塊是從大約 10 公里外的的的喀喀湖運送來的。用於石材飾面和雕刻較小的安山岩塊來自科帕卡巴納半島內的採石場，該採石場距離普馬彭古約 90 公里。
考古学家认为搬运这些石头是由古代蒂亚瓦纳科的大量劳动力完成的。为了解释这些劳动力是如何运输这些石头的，人们已经提出了几个推测性的理论。其中两个比较常见的猜测包括使用美洲驼皮绳和使用坡道和斜面。
在组装普玛彭古的墙壁时，每一块石头都被切割得很细，以便与周围的石头相互交错。这些砌块像拼图一样拼在一起，不使用灰浆就形成了承重接缝。一种常见的工程技术是将下部石头的顶部以一定的角度切割，然后将以同样的角度的另一块石头放在上面。 在创建齐平接缝时这些角度的精度表明了创造者高度复杂的石头切割知识和关于画法几何的透彻理解。 许多接缝非常精确，石块之间甚至连刀片都插不进去。 许多砌体都是精确切割的直线砌块，它们如此整齐以至于不但可以相互交换，而且这之后还能保持水平的表面和均匀的接缝。然而，这些块的尺寸尽管很接近却并不相同。 这些岩块如此精确的切割表明了预加工和大规模生产的可能性，这一技术远远领先于几百年后蒂亚瓦纳科的印加继承者。 一些石头还未完成，展示了一些用来塑造它们的技术。它们最初是用石锤敲击（在当地的安山岩采石场上还可以找到大量的石锤），形成凹地，然后用平整的石头和沙子慢慢地打磨抛光。
蒂亚瓦纳科的工程师们还擅长在这个复杂的地方开发市政基础设施，建造功能性灌溉系统、水利机构和防水污水管道。
德國科學家馬克思·烏勒（1856—1944年），曾與同時是地質學家及冒險家的阿方斯·施蒂貝爾（1835—1904年）一起對普瑪彭古進行了考察研究。1892年，他們出版了《古老秘魯高地的蒂亞瓦納科城遺跡》一書。書中記錄的一些精確數據，都是他們在蒂亞瓦納科城和普瑪彭古經過測量所得到的。

## 建筑
普玛彭古是一个巨大的土台土墩，有三层石质挡土墙。它的布局被认为像一个正方形。 为了承受这些巨大建筑的重量，蒂瓦纳库的建筑师们在建造地基时非常细致，他们经常把石头直接放在基岩上，或者挖出精确的壕沟，然后小心地将它们用一层层的沉积岩填满，以支撑大块的石块。 现代的工程师认为，普玛彭古寺庙的地基是用一种叫做分层和沉积的技术建造的。通过内部沙土层和外部复合材料层的交替，填充物将在接缝处相互重叠，本质上是对接触点进行分级，以创建一个坚固的基础。